# Le Montrachet

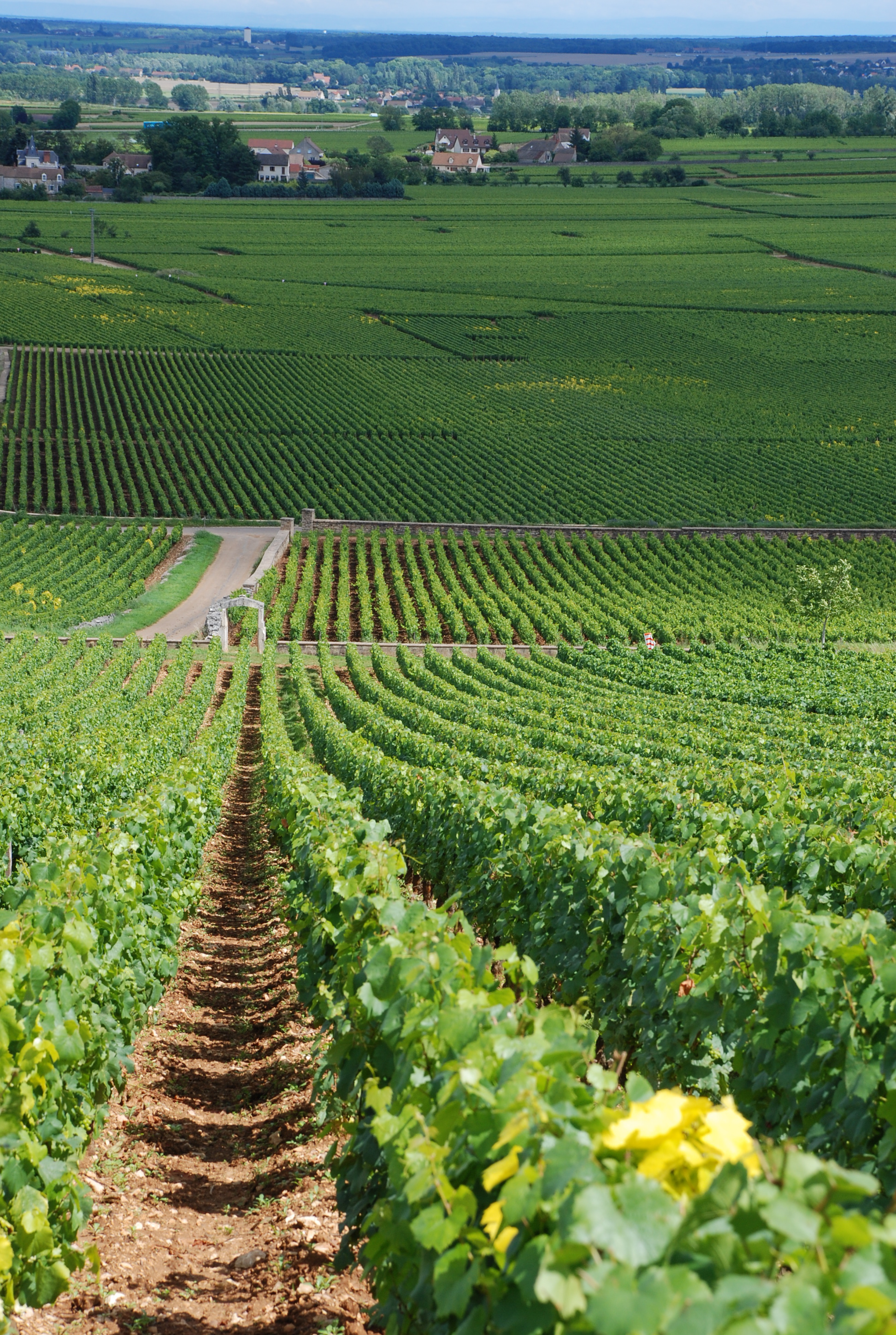
Kijkend vanaf de wijnstokken van Chevalier-Montrachet op Le Montrachet met daaronder Batard-Montrachet. Het dorp Puligny-Montrachet ligt in de verte.

Le Montrachet is de naam van een grand cru wijngaard met een oppervlakte van 8,00 hectare (waarvan 4,01 hectare in het dorp Puligny-Montrachet en 3,99 hectare in Chassagne-Montrachet in de Côte de Beaune (Bourgogne)). De gemiddelde opbrengst is 393 hectoliter (52.272 flessen) per jaar van de duurste droge witte wijnen ter wereld, gemaakt van de chardonnay. De wijn vraagt om minimaal 10 jaar rijping om de uitzonderlijke kwaliteiten te tonen.
De naam Montrachet - in de Romeinse tijd Mons Rachicensis - betekent kale heuvel en duidt op de afwezigheid van bomen. De wijngaard ligt op 260 meter hoogte met een perfecte expositie (stand ten opzichte van de zon), een uitstekende afwatering en beschermd tegen de overheersend westelijke wind. De wijngaard heeft een harde, arme, onvruchtbare bodem van Bathonische kalksteen met daarop een lichtbruine laag van kalksteengruis. Bovenaan de wijngaard ligt mergel uit het Bajocien, in het onderste deel vooral kiezelstenen. De wijngaard is over het geheel vrij stenig.
De oudste bewaard gebleven loftuiting over deze wijn stamt uit 1482. In 1728 zei Claude Arnoux in zijn Disseration sur la situation de Bourgogne over Le Montrachet dat Latijn noch Frans de lieflijkheid kunnen uitdrukken van de kwaliteiten van deze wijn. Ook zei hij dat de wijn zeer duur is en een jaar vooraf moet worden gereserveerd. In 1855 formuleerde Dr. Jean Lavallé zijn mening dat welke prijs ook betaald werd voor een fles Le Montrachet, deze nooit te hoog zou zijn. A. Jullien noemde Le Mont Rachet (sic) als enige witte Bourgogne in zijn classificatie uit 1886 van grootste wijnen van de wereld.
Gefascineerd door het unieke karakter van de wijn doen wetenschappers al sinds eeuwen geleden onderzoek naar de bodemsamenstelling van de wijngaard. Men heeft ontdekt dat in de bodem wat ijzer en klei worden aangetroffen, maar ook een opvallende hoeveelheid magnesium, lood, gallium en beryllium. Bovendien enige hoeveelheden koper, zink, strontium, titanium, kobalt, tin, molybdeen, vanadium, nikkel, chromium en zelfs zilver. Het is aangetoond dat deze stoffen een effect hebben op de druiven die ermee gevoed worden en op de wijn die daarvan wordt gemaakt. Chromium is bijvoorbeeld goed voor de fruitontwikkeling, zink om de zuurgraad te verminderen en de rijkdom van de druivensuiker te vergroten, kobalt versnelt het rijpingsproces, etc. Toch zijn de ligging en de afwatering de belangrijkste factoren die Le Montrachet zo'n uitzonderlijke kwaliteit geven.
Net als zoveel andere (top)wijngaarden in Bourgogne is Le Montrachet eigendom van diverse domeinen:
- Marquis de Laguiche (2,06 ha) (gevinifieerd en vermarkt door Maison Joseph Drouhin)
- Baron Thenard (1,83 ha) (hoofdzakelijk élevé en verkocht door Maison Roland Remoissenet)
- Bouchard Père et Fils (1,10 ha)
- Domaine de la Romanée-Conti (68 a)
- Jacques Prieur (59 a)
- Regnault de Beaucaron (50 a)
- Comtes Lafon[dode link] (31 a)
- Ramonet (26 a)
- Marc Colin (11 a)
- Guy Amiot-Bonfils (9 a)
- Edmond Delagrange-Bachelet (8 a)
- Jacques Gagnard-Delagrange (8 a)
- Domaine Leflaive (8 a)
- Brenot-Petitjean (5 a)
- Château de Puligny-Montrachet (4 a)